# Кубок Футбольної ліги 1965—1966
Кубок Футбольної ліги 1965–1966 — 6-й розіграш Кубка Футбольної ліги. Титул вперше здобув «Вест-Бромвіч Альбіон».

## Календар
| Раунд        | Дата                          | Матчі | Клуби   |
| ------------ | ----------------------------- | ----- | ------- |
| Перший раунд | 1-8 вересня 1965              | 19+9  | 83 → 64 |
| 1/32 фіналу  | 21-30 вересня 1965            | 32+4  | 64 → 32 |
| 1/16 фіналу  | 13-20 жовтня 1965             | 16+4  | 32 → 16 |
| 1/8 фіналу   | 3-10 листопада 1965           | 8+3   | 16 → 8  |
| 1/4 фіналу   | 17 листопада - 15 грудня 1965 | 4+1   | 8 → 4   |
| 1/2 фіналу   | 1 грудня 1965 - 2 лютого 1966 | 4     | 4 → 2   |
| Фінал        | 9-23 березня 1966             | 2     | 2 → 1   |

## Перший раунд
| Команда 1                | Рахунок | Команда 2                    |
| ------------------------ | ------- | ---------------------------- |
| 1 вересня 1965           |         |                              |
| Барроу (4)               | 1:1     | Рочдейл (4)                  |
| Борнмут (3)              | 0:0     | Олдершот (4)                 |
| Бредфорд Парк-Авеню (4)  | 1:0     | Галіфакс Таун (4)            |
| Колчестер Юнайтед (4)    | 2:1     | Ексетер Сіті (3)             |
| Кру Александра (4)       | 2:0     | Саутпорт (4)                 |
| Донкастер Роверз (4)     | 2:2     | Барнслі (4)                  |
| Гартлпул Юнайтед (4)     | 1:0     | Бредфорд Сіті (4)            |
| Лінкольн Сіті (4)        | 2:2     | Йорк Сіті (3)                |
| Лутон Таун (4)           | 1:1     | Брайтон енд Гоув Альбіон (3) |
| Ньюпорт Каунті (4)       | 2:2     | Саутенд Юнайтед (3)          |
| Ноттс Каунті (4)         | 0:0     | Честерфілд (4)               |
| Олдем Атлетік (3)        | 3:2     | Транмер Роверз (4)           |
| Оксфорд Юнайтед (3)      | 0:1     | Міллволл (3)                 |
| Порт Вейл (4)            | 2:2     | Редінг (3)                   |
| Квінз Парк Рейнджерс (3) | 1:1     | Волсолл (3)                  |
| Сканторп Юнайтед (3)     | 0:2     | Дарлінгтон (4)               |
| Шрусбері Таун (3)        | 3:0     | Торкі Юнайтед (4)            |
| Стокпорт Каунті (4)      | 2:3     | Воркінгтон (3)               |
| Рексем (4)               | 5:2     | Честер Сіті (4)              |

Перегравання
| Команда 1                    | Рахунок | Команда 2                |
| ---------------------------- | ------- | ------------------------ |
| 6 вересня 1965               |         |                          |
| Саутенд Юнайтед (3)          | 3:1     | Ньюпорт Каунті (4)       |
| 7 вересня 1965               |         |                          |
| Барнслі (4)                  | 1:2     | Донкастер Роверз (4)     |
| Йорк Сіті (3)                | 4:2     | Лінкольн Сіті (4)        |
| Брайтон енд Гоув Альбіон (3) | 2:0     | Лутон Таун (4)           |
| Волсолл (3)                  | 3:2     | Квінз Парк Рейнджерс (3) |
| 8 вересня 1965               |         |                          |
| Рочдейл (4)                  | 3:1     | Барроу (4)               |
| Олдершот (4)                 | 2:1     | Борнмут (3)              |
| Честерфілд (4)               | 2:1     | Ноттс Каунті (4)         |
| Редінг (3)                   | 1:0 дч  | Порт Вейл (4)            |

## 1/32 фіналу
| Команда 1                    | Рахунок | Команда 2              |
| ---------------------------- | ------- | ---------------------- |
| 21 вересня 1965              |         |                        |
| Блекберн Роверз              | 0:1     | Нортгемптон Таун       |
| Брайтон енд Гоув Альбіон (3) | 1:2     | Іпсвіч Таун (2)        |
| Бристоль Роверз (3)          | 3:3     | Вест Гем Юнайтед       |
| Бері (2)                     | 0:2     | Гаддерсфілд Таун (2)   |
| Чарльтон Атлетік (2)         | 4:1     | Карлайл Юнайтед (2)    |
| Свонсі Сіті (3)              | 2:3     | Астон Вілла            |
| 22 вересня 1965              |         |                        |
| Блекпул                      | 5:2     | Джиллінгем (3)         |
| Болтон Вондерерз (2)         | 3:0     | Олдершот (4)           |
| Честерфілд (4)               | 3:0     | Бредфорд Парк-Авеню(4) |
| Колчестер Юнайтед (4)        | 2:4     | Мідлсбро (2)           |
| Кру Александра (4)           | 1:1     | Кардіфф Сіті (2)       |
| Крістал Пелес (2)            | 0:1     | Грімсбі Таун (3)       |
| Дарлінгтон (4)               | 2:1     | Свіндон Таун (3)       |
| Донкастер Роверз (4)         | 0:4     | Бернлі                 |
| Галл Сіті (3)                | 2:2     | Дербі Каунті (2)       |
| Лідс Юнайтед                 | 4:2     | Гартлпул Юнайтед (4)   |
| Лейтон Орієнт (2)            | 0:3     | Ковентрі Сіті (2)      |
| Манчестер Сіті (2)           | 3:1     | Лестер Сіті            |
| Менсфілд Таун (3)            | 2:1     | Бірмінгем Сіті (2)     |
| Міллволл (3)                 | 4:1     | Йорк Сіті (3)          |
| Ньюкасл Юнайтед              | 3:4     | Пітерборо Юнайтед (3)  |
| Олдем Атлетік (3)            | 1:2     | Портсмут (2)           |
| Престон Норт-Енд (2)         | 1:0     | Плімут Аргайл (2)      |
| Редінг (3)                   | 5:1     | Саутенд Юнайтед (3)    |
| Ротергем Юнайтед (2)         | 2:0     | Вотфорд (3)            |
| Шрусбері Таун (3)            | 1:0     | Бристоль Сіті (2)      |
| Саутгемптон (2)              | 3:0     | Рочдейл (4)            |
| Сток Сіті                    | 2:1     | Норвіч Сіті (2)        |
| Сандерленд                   | 2:1     | Шеффілд Юнайтед        |
| Вест-Бромвіч Альбіон         | 3:1     | Волсолл (3)            |
| Воркінгтон (3)               | 0:0     | Брентфорд (3)          |
| Рексем (4)                   | 1:2     | Фулгем                 |

Перегравання
| Команда 1        | Рахунок | Команда 2           |
| ---------------- | ------- | ------------------- |
| 29 вересня 1965  |         |                     |
| Вест Гем Юнайтед | 3:2     | Бристоль Роверз (3) |
| Кардіфф Сіті (2) | 3:0     | Кру Александра (4)  |
| Дербі Каунті (2) | 4:3     | Галл Сіті (3)       |
| 30 вересня 1965  |         |                     |
| Брентфорд (3)    | 1:2     | Воркінгтон (3)      |

## 1/16 фіналу
| Команда 1             | Рахунок | Команда 2            |
| --------------------- | ------- | -------------------- |
| 13 жовтня 1965        |         |                      |
| Блекпул               | 1:2     | Дарлінгтон (4)       |
| Бернлі                | 3:2     | Саутгемптон (2)      |
| Кардіфф Сіті (2)      | 2:0     | Портсмут (2)         |
| Честерфілд (4)        | 2:2     | Сток Сіті            |
| Дербі Каунті (2)      | 1:1     | Редінг (3)           |
| Фулгем                | 5:0     | Нортгемптон Таун     |
| Грімсбі Таун (3)      | 4:2     | Болтон Вондерерз (2) |
| Гаддерсфілд Таун (2)  | 0:1     | Престон Норт-Енд (2) |
| Лідс Юнайтед          | 2:4     | Вест-Бромвіч Альбіон |
| Манчестер Сіті (2)    | 2:3     | Ковентрі Сіті (2)    |
| Мідлсбро (2)          | 0:0     | Міллволл (3)         |
| Пітерборо Юнайтед (3) | 4:3     | Чарльтон Атлетік (2) |
| Шрусбері Таун (3)     | 2:5     | Ротергем Юнайтед (2) |
| Сандерленд            | 1:2     | Астон Вілла          |
| Вест Гем Юнайтед      | 4:0     | Менсфілд Таун (3)    |
| Воркінгтон (3)        | 1:1     | Іпсвіч Таун (2)      |

Перегравання
| Команда 1       | Рахунок | Команда 2        |
| --------------- | ------- | ---------------- |
| 18 жовтня 1965  |         |                  |
| Міллволл (3)    | 3:1 дч  | Мідлсбро (2)     |
| 20 жовтня 1965  |         |                  |
| Сток Сіті       | 2:1     | Честерфілд (4)   |
| Редінг (3)      | 2:0     | Дербі Каунті (2) |
| Іпсвіч Таун (2) | 3:1     | Воркінгтон (3)   |

## 1/8 фіналу
| Команда 1            | Рахунок | Команда 2             |
| -------------------- | ------- | --------------------- |
| 3 листопада 1965     |         |                       |
| Іпсвіч Таун (2)      | 2:0     | Дарлінгтон (4)        |
| Кардіфф Сіті (2)     | 5:1     | Редінг (3)            |
| Сток Сіті            | 0:0     | Бернлі                |
| Грімсбі Таун (3)     | 4:0     | Престон Норт-Енд (2)  |
| Ковентрі Сіті (2)    | 1:1     | Вест-Бромвіч Альбіон  |
| Мідлсбро (2)         | 1:4     | Пітерборо Юнайтед (3) |
| Фулгем               | 1:1     | Астон Вілла           |
| Ротергем Юнайтед (2) | 1:2     | Вест Гем Юнайтед      |

Перегравання
| Команда 1            | Рахунок | Команда 2         |
| -------------------- | ------- | ----------------- |
| 8 листопада 1965     |         |                   |
| Астон Вілла          | 2:0     | Фулгем            |
| 9 листопада 1965     |         |                   |
| Бернлі               | 2:1 дч  | Сток Сіті         |
| 10 листопада 1965    |         |                   |
| Вест-Бромвіч Альбіон | 6:1     | Ковентрі Сіті (2) |

## 1/4 фіналу
| Команда 1             | Рахунок | Команда 2        |
| --------------------- | ------- | ---------------- |
| 17 листопада 1965     |         |                  |
| Кардіфф Сіті (2)      | 2:1     | Іпсвіч Таун (2)  |
| Пітерборо Юнайтед (3) | 4:0     | Бернлі           |
| Вест-Бромвіч Альбіон  | 3:1     | Астон Вілла      |
| Грімсбі Таун (3)      | 2:2     | Вест Гем Юнайтед |

Перегравання
| Команда 1        | Рахунок | Команда 2        |
| ---------------- | ------- | ---------------- |
| 15 грудня 1965   |         |                  |
| Вест Гем Юнайтед | 1:0     | Грімсбі Таун (3) |

## 1/2 фіналу
| Команда 1                    | Заг. | Команда 2             | 1-й матч | 2-й матч |
| ---------------------------- | ---- | --------------------- | -------- | -------- |
| 1/15 грудня 1965             |      |                       |          |          |
| Вест-Бромвіч Альбіон         | 6:3  | Пітерборо Юнайтед (3) | 2:1      | 4:2      |
| 20 грудня 1965/2 лютого 1966 |      |                       |          |          |
| Вест Гем Юнайтед             | 10:3 | Кардіфф Сіті (2)      | 5:2      | 5:1      |

## Фінал
| Команда 1         | Заг. | Команда 2            | 1-й матч | 2-й матч |
| ----------------- | ---- | -------------------- | -------- | -------- |
| 9/23 березня 1966 |      |                      |          |          |
| Вест Гем Юнайтед  | 3:5  | Вест-Бромвіч Альбіон | 2:1      | 1:4      |

### Перший матч
| 9 березня 1966 |

| Вест Гем Юнайтед | 2:1 | Вест-Бромвіч Альбіон |
| ---------------- | --- | -------------------- |
| Берн Мур         |     | Астл                 |

| Болейн-Граунд, Лондон Глядачів: 28 341 Арбітр: Д.Сміт |

### Повторний матч
| 23 березня 1966 |

| Вест-Бромвіч Альбіон      | 4:1 | Вест Гем Юнайтед |
| ------------------------- | --- | ---------------- |
| Браун К.Кларк Кає Вільямс |     | Пітерс           |

| Готорнс, Вест-Бромвіч Глядачів: 31 925 Арбітр: Дж.Мітчелл |